# Nunatak Figueroa
Nunatak Figueroa är en nunatak i Antarktis. Den ligger i Västantarktis. Argentina, Chile och Storbritannien gör anspråk på området. Toppen på Nunatak Figueroa är 221 meter över havet.
Terrängen runt Nunatak Figueroa är kuperad söderut, men norrut är den platt. Trakten är obefolkad. Det finns inga samhällen i närheten.